# Горњи Јеловац
Горњи Јеловац је село у саставу Града Приједора, Република Српска, БиХ. Према попису становништва из 1991. у селу је живјело 547 становника.
Према подацима из 1940. године, уочи почетка Другог свјетског рата, Горњи Јеловац је имао 1.158 становника. Село се налази на путу који води од Приједора према Козарској Дубици и спада у ред поткозарских насеља.
Током Другог свјетског рата, Горњи Јеловац је претрпио тешка страдања. Село је, као и бројна друга мјеста у Поткозарју, било готово потпуно уништено у злочинима које су над српским становништвом починиле оружане снаге Независне Државе Хрватске. Та трагична дешавања представљају једно од бројних свједочанстава страдања Срба у овом крају.

## Географија
Горњи Јеловац се налази у самом срцу планине Козаре, на источним падинама врха Команда, који досеже надморску висину од 497 метара и доминира источном ивицом села. Са западне стране границу села чини гребен Планиница, док се према југу протеже превој Букова Коса на 287 метара надморске висине. 
Село је према сјеверу отворено ка Кнежопољу, граничећи са Доњим Јеловцем са природним наставком према варошици Кнежица. На сјевероистоку, на коти од 301 метар, уздиже се узвишење Патрија, тринаестовијековна српска кнежопољска стража. 
Кроз Горњи Јеловац пролази и дио регионалног асфалтног пута II реда број 1508, познатог као Пут партизанског пробоја, који води од ријеке Мљечанице до подручне Основне школе „Петар Кочић“. 
Просјечна надморска висина села износи око 240 метара. По структури терена, око 60% подручја чини обрадиво земљиште, док је преосталих 40% покривено шумом. 
Селом протичу бројни водотокови: ријека Мљечаница, Јеловачка ријека (Јеловача), Пољански поток, Студена, као и Петровића поток, који тече од Продана до Церове косе. На подручју Горњег Јеловца налази се чак 27 извора питке воде, што представља значајан природни ресурс овог краја. поток (од Продана до Церове косе). Постоји 27 извора питке воде.

## Историја

### Праисторијско и римско доба
Историја ширег подручја Горњег Јеловца сеже дубоко у прошлост. Први трагови људског присуства на овим просторима датирају још из праисторије, приближно око 4000. године прије Христа. Археолошки налази указују на континуиран живот у овом крају током више хиљада година.
У предримском и римском раздобљу, овдје је обитавало илирско племе Мезеја. Током неколико вијекова, Римљани су били присутни у региону, што потврђују различити археолошки и историјски докази. Са падом Западног римског царства у V вијеку, Мезеји нестају са историјске сцене.
Словенска, односно српска племена, насељавају ове крајеве вјероватно од VII вијека. Од тада, током више од тринаест вијекова, ово подручје пролази кроз бројне историјске изазове, укључујући страдања у бројним ратовима и сеобама. Историја краја је обиљежена борбом за опстанак, али и снажном културном и духовном трајношћу становништва.

### Средњи вијек
Иако је познато да Срби насељавају шире подручје овог краја од VII вијека, није прецизно утврђено када се назив Горњи Јеловац први пут појављује у историјским изворима.
Током средњег вијека, подручјем данашње Босне и Херцеговине владала је династија Котроманића. У оквиру те лозе, једанаест владара носило је титулу Стефан, што у преводу значи „овјенчан круном“. Владање Котроманића трајало је у континуитету 176 година – почев од Стефана Пријезде I Котроманића (1290) па све до Стефана Вукчића Косаче, који је владао до 1466. године.
У једном историјски значајном периоду, крај познат као Доњи Краји, у чијем је саставу било и подручје Јеловца, налазио се под влашћу Стефана Твртка I Котроманића. Он је прво носио титулу бана (од 1367. до 1377), а потом и титулу краља (од 1377. до 1391. године), када је крунисан као краљ Срба, Босне, Приморја и Хумске земље.

### Турска владавина
Након престанка владавине династије Котроманић, подручје Горњег Јеловца, као и велики дио Босне, потпало је под османску (турску) власт. Бања Лука, као регионални центар, постаје сједиште Бањалучког санџака између 1554. и 1580. године, што указује на њену административну и војну важност.
Османска владавина трајала је од 1466. до 1878. године. Током тог периода, подручје је било подложно великом друштвеном, вјерском и културном притиску, али није доживјело значајнију модернизацију у смислу инфраструктуре или економског развоја.
Православни храмови у регији углавном су подизани у 19. вијеку, у вријеме попуштања рестрикција над хришћанским становништвом. Међутим, неки манастири, попут Моштанице, Гомионице и Липља, основани су знатно раније, и представљају свједочанство духовне истрајности српског народа током тешких времена туђе власти.
Ово раздобље оставило је дубоке трагове у колективном памћењу становништва, али је истовремено учврстило вјеру, културни идентитет и истрајност народа Поткозарја.

### Аустро-угарска управа
Од 1878. до краја 1918. године, подручје Горњег и Доњег Јеловца налазило се под управом Аустроугарске монархије. Окупација из 1878. године означила је почетак значајних економских промјена. Уведене су нове технологије, отворене су пилане и млинови, а почела је и изградња основне инфраструктуре, што је допринијело убрзаном развоју регије.
У том периоду, 1898. године, у Доњем Јеловцу подигнут је православни храм Вазнесења Господњег, који и данас представља духовно средиште за локално становништво.
Ових четрдесет година аустроугарске управе често се описују као „златно доба“ у економском смислу. иако је политичка и национална слобода била ограничена. 
Међутим, Први свјетски рат (1914–1918) оставио је дубок траг. У ратним сукобима и репресалијама живот је изгубило преко 200 цивила, а значајан број становника (тачан број није документован) прикључио се српској војсци. Међу њима, 36 добровољаца из овог краја учествовало је у пробоју Солунског фронта 1918. године, од којих су двојица дали своје животе за слободу.
Овај период у историји остаје запамћен као вријеме и напретка и великог страдања.

### Краљевина СХС - Југославија
Од 1. децембра 1918. године подручје постаје саставни дио Краљевства Срба, Хрвата и Словенаца. Деценију након Првог свјетског рата село је дио Врбаске бановине - покрајине Краљевине Југославије. Основна школа отворена је 1923. године у Доњем Јеловцу. Економски гледано период од 23 године владавине Краљевине.

### Други свјетски рат
Срби, Јевреји и Роми су били стављени ван закона у независној држави Хрватској. Хрватска је са свим својим ресурсима била посвећена истребљењу Срба, јер им није гарантовала: радно мјесто, кретање, снабдјевање, лична и грађанска права, образовање, вјерска права, имовину,... па ни властити живот. За убиство Србина у ндХ нико није морао да одговара, нити је одговарао. Током Другог рата усташе - хрватски нацисти су поклале и на други начин умориле 626 цивила, међу којима је било 267 дјеце узраста до 15 година. У овом мјесту усташе су убиле 50 мајки са њиховом дјецом, међу којима Радојку Мудринић и њених деветоро дјеце, Милку Петрић са осморо дјеце и Милицу Кнежевић са њених седморо дјеце. У истом периоду погинуло је 59 војника НОП-а.
Горњи Јеловац је једино мјесто у којем се налазе четири масовне гробнице: Мацурска крчевина, Лакино кућиште, Хајдучки извор и Кнежевића лука. У засеоку Мацуре је покопано 312 особа; гдје је спомен-костурница (подигнута 1972. године) са исписаним именима 221 убијеног лица. У засеоку Лазићи је споменик са списком 30 убијених (1985. године). Поред дубичке цесте у Коларовој Луци се налази споменик на којем су исписана имена 109 убијених (подигнут 1972. године). На Патрији је споменик Пробоја нацистичко-усташког обруча 3./4. јули 1942. године (подигнут 1967. године, а обновљен 2009. године). Уз дубичку цесту код Дошена је споменик погинулим борцима НОП-а - са 38 имена (подигнут 1959. године). Исте године је постављена и спомен-плоча убијеним цивилима Јеловца Горњег, на згради некадашње подручне основне школе. На мосту код Бокâна, преко ријеке Мљечанице, се налази спомен-плоча - која означава мјесто преласка козарских устаника из Козаре према Патрији јула 1942. године (постављена 1981. године).
Спасоја Алексић, старац у 82. години (2010. године), дошао је до података да су извршиоци покоља у Јеловцу и читавом Поткозарју биле усташе. Од њих су 68% били Хрвати из Херцеговине (Широки Бријег = Лиштица, Ливно и Дувно), 10% Хрвати из Хрватске и 22% муслимани из БиХ.
Зликовци су убијали ненаоружан народ сјекирама, маљевима и ножевима, на кућном прагу, по воћњацима, шумарцима, гдје год би кога стигли.
У селу су потпуно угашена 34 огњишта - ни један члан породице није успио да избјегне покоље у селу и јасеновачку фабрику смрти, гдје су бруталне ликвидације и уморства вршени на 57 различитих начина.

### ДФ/ФНР/СФР Југославија
По економским параметрима период од 1945. до 1991. године сматра се сребрним добом. У дане 26. и 27. октобра 1969. године два разорна земљотреса (6,0 и 6,4 степена по Рихтеровој скали) оштетила су многе зграде у Бањoj Луци и њеном окружењу, укључујући Горњи Јеловац. То је било вријеме када се велики број становника одселило (углавном трајно) у удаљенија мјеста Њемачке, Аустрије, Француске и Аустралије.

### У отаџбинско-одбрамбеном рату 1990.-1995.
Већина млађих мушкараца - њих 118 је стала у редове Војске Републике Српске. Овај крвави, брутални и непотребни рат однио је животе 20 бораца. Као и широм новоствореног ентитета 9. јануара 1992. године (Св. Стефан) и Горњи Јеловац се нашао у вртлогу промјена, које народ прилично тешко прихвата. Споменик посвећен двадесеторици палих бораца Војске Републике Српске је подигнут у селу у бизини основне школе 2011. године.

### У Републици Српској
Значајан број становника се одселио на рад у Словенију, Њемачку, Аустрију и САД у посљедње двије деценије. Природни прираштај скором не постоји, тако да се демографска слика, и поред веома доброг стандарда становништва, погоршава.

## Привређивање
Мјештани се баве земљорадњом, сточарством, живинарством, воћарством, ловом, риболовом, виноградарством, пчеларством и занатством (столари, колари, качари, ковачи, зидари, кровопокривачи, керамичари, електричари, заваривачи, бравари, аутомеханичари, аутоелектричари, фризери, шваље, ткаље, везиље). Наши преци су користили /предмете/алате/уређаје као што су: вериге, сач, саџак, маша, наћве, ведрица, водијер, преслица, вретено, друга, витлић, чунак, чекрк, трлица, ступа, натра, пракљача, парјеница, брадва, дрвени плуг,... Од увођења у ширу употребу: трактора (1964.), моторних жаги (1964.), вршалица за стрвно жито (1948.), радио-пријемника (1963.), телевизора (1968.) - са окончаном електрификацијом, веш-машина (1970.), комбајна за стрвно жито, комбајна за кукурузе, кућних телефона (2000.), мобилних телефона (2002.), интернета, живот је постао много лакши. Пилане - мобилни циркулари (дизел мотор аран) у власништву Марка Ковача Стојановића, Срете Ћурина, Драгана Кунића, Рајка Мудринића и Предрага Ратковића, те пилана - бансек у власништву Здравка Продана су поспијешиле изградњу објеката у домаћинствима. Значајан замах је дала и мобилна машина - пужна преса за производњу сирове цигле (власништво Здравка Продана), која се након сушења пекла у зиданој пећу пуна три дана (72 h). У Краљевини Југославији село је имало двије продавнице - власништво Ниџе Алексића и Раде Ђаковића. У вријеме ФНРЈ/СФРЈ постојала је једна продавница, а поткрај XX вијека отворена је још једна (Боса Мацура). Од 2015. године Јеловац нема продавницу. Својевремено су постојале три откупне станице за млијеко - опслуживали су их на својим имањима Марко Пилиповић, Здравко Продан и Жељко Вукић. Преко двије деценије главни произвођач млијека и меда је Раде Шормаз. Дуже вријеме је у функцији Рибњак - ресторан Дебели 'лад (некадашњи Завишић, тј. Шуми) уз ријеку Јеловачку, као и Рибњак - ресторан Радукић на лијевој обали ријеке Мљечанице, док је Ресторан - кафана Букова Коса престао са радом. Од 2022. године ради и Коноба Дукат уз десну обалу ријеке Мљечанице. Ауто кућа Asha Auto има у својој понуди веома квалитетна коришћена возила.

## Путна мрежа
Магистрални пут Приједор - Козарска Дубица је асфалтиран 1963. године. Око 600 m локалног пута за Ћиверице је асфалтирано у љето 2020. године. Одлуком Владе Републике Српске од 28.05.2020. године локални пут Међувође - Мљечаница, Мљечаница - Горњи Јеловац са ознаком 1508 је постао регионални пут II реда. Дио регионалног пута II реда дужине око 1.800 m, почев од основне школе према Патрији (до скретања за Цвијиће) асфалтиран је 31. августа 2021. године. Предузеће "Приједорпутеви" je окончало асфалтирање нове дионице Пута партизанског пробоја на дан св. Joaкимa и Aнe (22. септембра 2022. године). Укупна дужина асфалтног Пута је била 3.200 метара. Спајање са асфалтним путом код Трубараца у дужини од 2.100 метара је извршено на појутарје св. Апостола Луке (1. новембар 2023. године). Сада је регионални пут II реда број 1508 у функцији од Међувођа преко Мљечанице (Трубарци), Патрије до Горњег Јеловца. Ускоро би требало бити окончано асфалтирање локалног пута до спомен-костурнице Мацура.

## Култура, умјетност и спорт
Основна школа „Петар Кочић” је требала да 2023. године прослави пун вијек свог постојања. Нажалост - због малог броја ученика је затворена за рад са 2022. годином. Она је као заједничка четвороразредна школа почела са радом 1923. године у Јеловцу Доњем (отворена је за рад 1913. године у овом селу). Њен први ђак из Јеловца Горњег је био Раде (Стевин) Бокан. Стево Бокан је у вријеме Краљевине радио као биљежник, односно начелник општине Међувође. Иначе, основна школа у Јеловцу Доњем је отпочела са радом 1913. године.
Приличан број мјештана се бавио спортом - првенствено фудбалом, атлетиком, кошарком, рукометом, стоним тенисом, шахом. Јеловац има фудбалско игралиште, гдје се 2019. године одржало такмичење "Село весело". Атлетско такмичење "Мали маратон Патрија" се одржавао скоро сваке године у јуну/јулу од 1976. до 2015. године - укупно 14 пута, с тим да је био прекид током отаџбинског рата до 2014. године.
У Дому културе су се тридесетак година приказивали филмови, одржавале веома умјешне приредбе, као и игранке. Игранке су одржаване и код Споменика Пробоја на Патрији, куда се пружа Пут партизанског пробоја, као и на арману Алексића. Сусрети генерација су били 2013. и 2015. године на Патрији.
Народни зборови се одржавају од 1967. године код споменика Пробоја на Патрији до дана данашњег поткрај јуна. Зборови су се одржавали и код некадашње школе - на мјесту гдје је сада фудбалски стадион, односно споменик погинулим борцима НОП-а. Парастос за 312 српских мученика се служи на дан Св. Сисоја Великог (19. јули) код спомен-костурнице у Мацурама од 2002. године. Дан сјећања дјецу убијену током геноцида над Србима, Јеврејима и Ромима у независној држави Хрватској (1941.-1945.) обиљежава се на републичком нивоу на истом локалитету истога дана (19. јули) од 2021. године.
Завичајно друштво  Патрија Јеловац Приједор је једина асоцијација у селу са статусом правног лица. Завичајно друштво ради на повезивању особа рођених у Јеловцу и оних које су на било који начин повезане са Јеловцем ради очувања свих позитивних вриједности нашег краја од заборава, његовања културе сјећања, умрежавања са људима широм свијета, те подршка друштвеним активностима од општег добра за становнике Јеловца. Градња вишенамјенског објекта (Дом живих сјећања Патрија) траје од 2020. године, с тим да је његово отварање планирано у 2025. години. Друштво је организовало умјетничко вече и књижевно вече 2023. године. Промоцију књиге КРВОПАД Саше Димитријевића Завичајно друштво је организовало у Приједору, Бањалуци, Мраковици, Кнежици, Козарској Дубици, Клековцима и Градишци марта 2024. године, док је промоција Антологије јеловачких пјесама НАШ ЈЕЛОВАЦ, чији је Друштво и издавач, организована у Приједору и Козарској Дубици. Изузетно посјећене Котлићијаде у организацији Ловачке секције из Јеловца одржане су 2023. и 2024. године на Патрији. Традиционално се уочи Петровдана (11. јули) сваке године пале лиле од суве трешњине коре на платоу Патрија.
Аутори Рајко Мудринић "Вама под Козаром" збирка пјесама 1971.; мр Милан Стојановић "Осушена лоза" роман 2008. и "Ој, Јеловац" монографија села Горњи Јеловац 2011.; др Душан Алексић "Шездесет пет година основне школе у Горњем Јеловцу" 2009, "Трагедија српских огњишта 1941.-1995. год. у Јеловцу код Приједора" и "Завјере, ратови, и геноцид над српским народом" 2023. године - су у наведеним дјелима писали о селу.
Јован Добријевић је 1912. године проглашен за најљепшег мушкарца у једној савезној држави Сједињених Америчких Држава.
Најзначајнији културно-вјерски догађај за мјештане села деценијама је народни сабор код оближњег Манастира Моштаница (Козарска Дубица), који се одржава сваке године на Преображење Господње, 19. августа.

## Становништво
Извјестан број становника се у Јеловац доселио из Лике и Високе Крајине, крајем 18. и почетком 19. вијека. Данас су најбројније породице Алексићи, Продани, Лукићи, Петрићи, Мудринићи, Цвијићи, Зорићи и други.
| Демографија | Демографија | Демографија |
| Година      | Становника  | Становника  |
| ----------- | ----------- | ----------- |
| 1879.       | 445         |             |
| 1885.       | 505         |             |
| 1895.       | 615         |             |
| 1910.       | 764         |             |
| 1921.       | 765         |             |
| 1948.       | 519         |             |
| 1953.       | 519         |             |
| 1961.       | 615         |             |
| 1971.       | 779         |             |
| 1981.       | 599         |             |
| 1991.       | 547         |             |
| 2013.       | 328         |             |